# Cinnamomum durifolium
Cinnamomum durifolium är en lagerväxtart som beskrevs av André Joseph Guillaume Henri Kostermans. Cinnamomum durifolium ingår i släktet Cinnamomum och familjen lagerväxter. Inga underarter finns listade i Catalogue of Life.